# Gezichtsbedrog

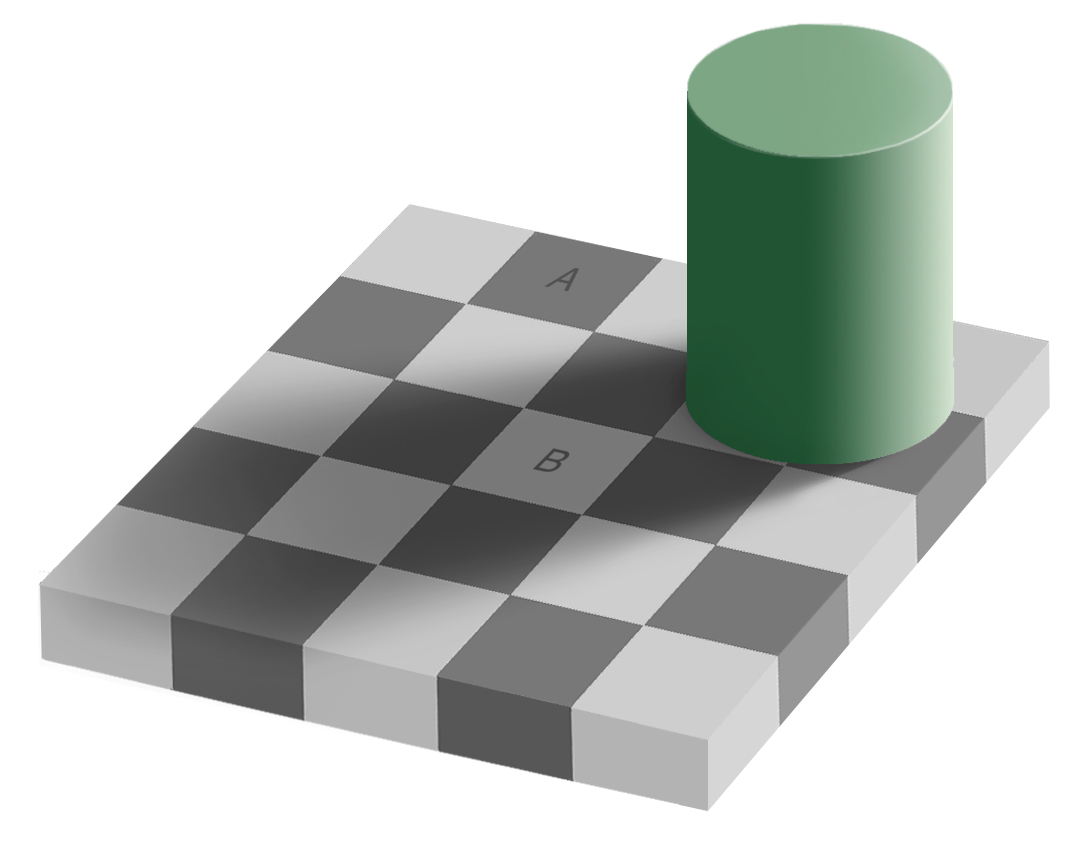
Vierkant A heeft precies dezelfde grijskleur als vierkant B (bewijs)

Flikkerend rooster. Het lijkt of er zwarte vlekken verschijnen

De grijze balk heeft overal dezelfde kleur

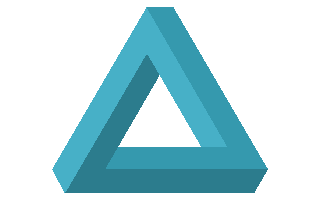
De driehoek van Penrose. Een driedimensionale figuur die niet kan bestaan.

Gezichtsbedrog of een optische illusie is iets wat het oog waarneemt, dat door de hersenen anders geïnterpreteerd wordt. Gezichtsbedrog toont eigenschappen van ons visueel perceptiesysteem aan, de mechanismen in de hersenen die grotendeels bepalen wat wij menen waar te nemen. 
Er zijn twee foutenbronnen:
1. fysiologische illusies, gebaseerd op eigenschappen van het menselijk oog. Voorbeeld: een nabeeld op het netvlies, of van ver een reclamepaneel als homogeen gekleurd zien, terwijl het feitelijk gestippeld is.
2. psychologische illusies, waarbij de hersenen de signalen verkeerd interpreteren. Voorbeeld: een onmogelijke figuur waarnemen, of een gezicht in de wolken onderscheiden.

Zien is een synthese van diverse aspecten: in elk van die facetten kan de waarnemer mis zien. Waarnemingen die mogelijk fout geïnterpreteerd kunnen worden, zijn onder andere helderheid (contrastillusie), kleur (kleursubjectiviteit), afstand (3D-effect), dimensies (lengte, grootte), verplaatsing (snelheid), aard (herkenningsmisser, bijvoorbeeld 'tante Julia' roepen tegen een volslagen onbekende).
Bij veel illusies wordt iets foutief waargenomen, maar beseft de kijker tegelijkertijd wat de ware toedracht is. Zien speelt zich immers niet in dezelfde hersendelen af als weten. Bij de sterkste illusies wordt de kijker helemaal bedot, zoals nagestreefd door de speciale effecten in een film.  Daar maakt men gebruik van toepassingen zoals de Ames-kamer en de bouw van gravitatieheuvels. Bij de tweespijkerillusie ziet de kijker een object op een andere ruimtelijke positie dan waar deze fysiek is en wordt gevoeld. Dit illustreert hoe de beelden van de twee ogen door de hersenen worden gecombineerd tot een driedimensionaal beeld, en dat voelen en zien aparte ruimtelijke ervaringen geven.
Eén genre van de schilderkunst streeft opzettelijk na dat de kijker vals voor echt aanneemt, en wordt trompe-l'oeil genoemd. Ook andere elementen van gezichtsbedrog komen in de schilderkunst voor, zoals bij Escher.
Gezichtsbedrog laat zich gemakkelijk illustreren. Vele wetenschappelijke musea stellen illusies tentoon voor publiek.